# 함안 말이산 고분군
함안 말이산 고분군(咸安 末伊山 古墳群, 영어: Ancient Tombs in Marisan Mountain, Haman)은 대한민국 경상남도 함안군 가야읍에 있는 무덤이다. 2011년 7월 28일 대한민국의 사적 제515호로 지정되었다. 아라가야의 지배계층의 고분이다.

## 현지 안내문
- 함안 말이산 고분군은 본래 함안도항리고분군(사적)과 함안말산리고분군(사적)으로 분리되어 있던 것을 2011년 7월 28일 역사적 특성을 고려하여 같은 산자락에 걸쳐 있는 두 고분군을 통합하여 함안 말이산 고분군(사적)으로 재지정한 것임

- 아라가야 왕들의 무덤으로 추정되는 37기의 대형 고분들이 높은 곳에 열을 지어 위치하여 있는 이 고분군은 일제 강점기 때 처음 조사되었는데, 당시 34호분(현 4호분)은 봉토의 지름이 39.3m, 높이가 9.7m나 되는 큰 규모의 무덤이었음. 최근에는 8호분 조사를 통해 다섯 사람의 순장 인골이 확인되었음

## 참고 문헌
- 이 문서에는 다음커뮤니케이션(현 카카오)에서 GFDL 또는 CC-SA 라이선스로 배포한 글로벌 세계대백과사전의 내용을 기초로 작성된 글이 포함되어 있습니다.

## 참고 자료
- 함안 말이산 고분군 - 국가유산청 국가유산포털